# ماريو غارسيا (صحفي)
ماريو غارسيا (بالإنجليزية: Mario Garcia)‏ هو صحفي ومصمم جرافيك أمريكي، ولد في 15 فبراير 1947 في بلاسيتاس في كوبا.